# Burgmaistru

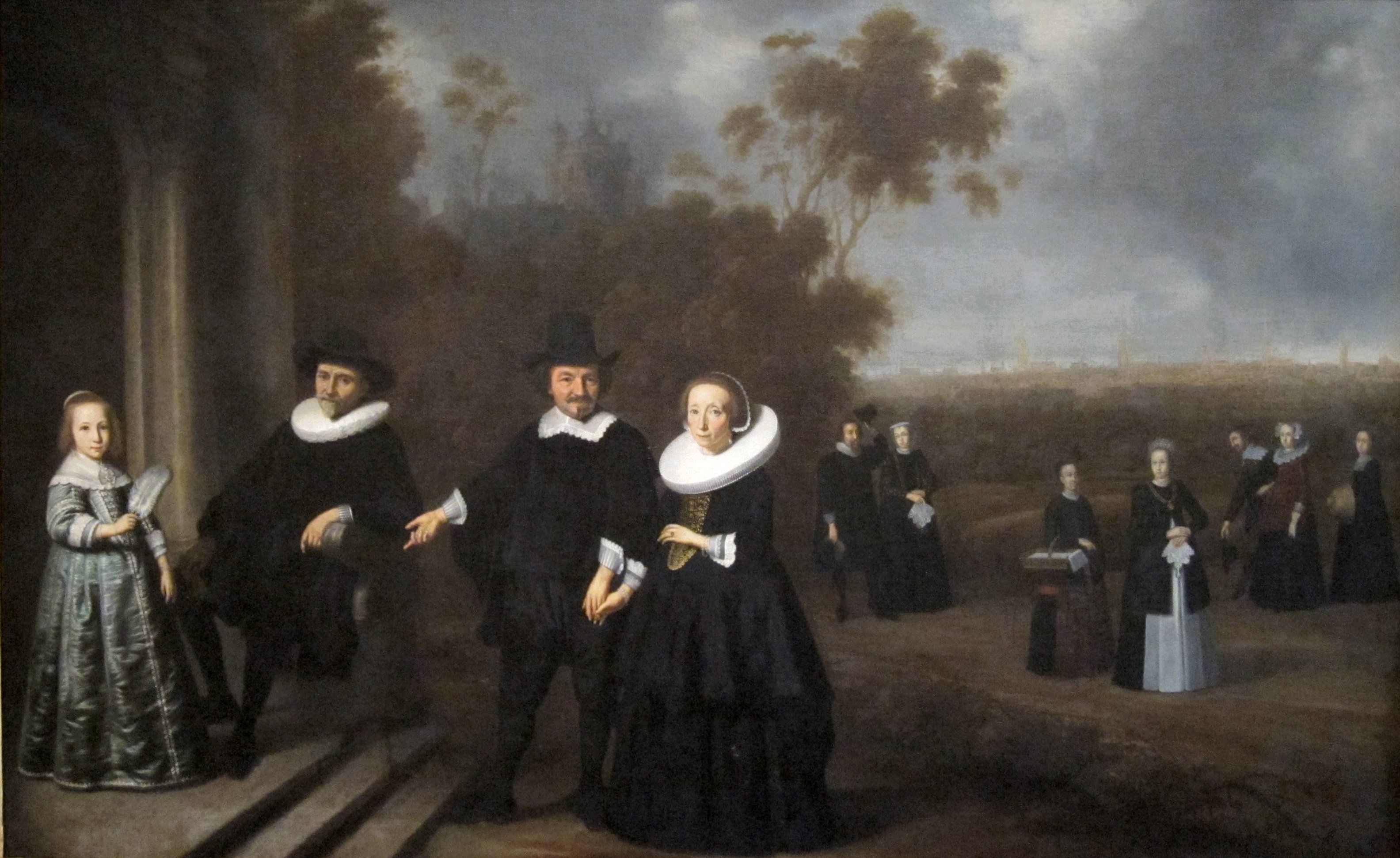
Familia Burgmaistrului, probabil pictat de Gerard Donck aprox. 1640

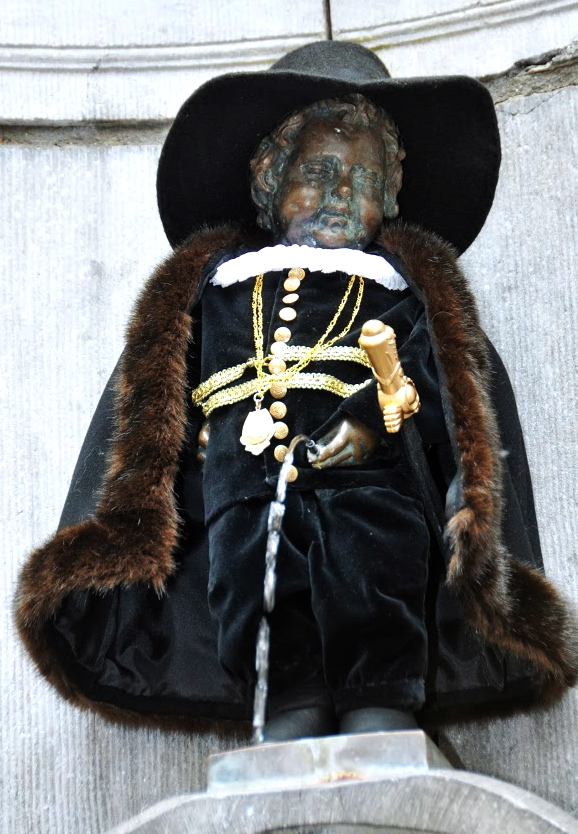
Manneken Pis îmbrăcat ca un burgmaistru, Bruxelles.

Burgmaistrul (din germană Bürgermeister, literalmente: „maistrul cetățenilor” sau „maistrul orașului” ) este titlul acordat politicianului deținător al puterii executive la nivel municipal, similar unui primar, în țările germanice și în cele vecine. În trecut, titlul de burgmaistru era deținut de șeful de stat sau al guvernului unui oraș-stat suveran (parțial sau de facto), uneori combinat cu alte titluri, cum ar fi primul primar și președintele al senatului din Hamburg. 

## Istoric

### În Germania
- Pe plan istoric (uneori până la începutul secolului al XIX-lea), în multe orașe imperiale libere (cum ar fi Bremen, Hamburg, Lübeck etc.) funcția de burgmaistru era de obicei deținută simultan de trei persoane, funcționând ca colegiu executiv. Unul dintre cei trei era burgmaistru în șef timp de un an (numit în unele cazuri în germană: präsidierender Bürgermeister; burgmaistru prezidat), al doilea era burgmaistrul anterior în funcție, și al treilea cel următor. Präsidierender Bürgermeister este acum o formulare învechită uneori întâlnită în textele istorice.
- Într-un oraș important, mai ales într-un stat oraș-stat (Stadtstaat), unde unul dintre Bürgermeister avea un grad echivalent cu cel al unui ministru-președinte (Ministerpräsident), în colegiul executiv al orașului puteau exista mai multe posturi numite Bürgermeister, justificând utilizarea a unui titlu compus pentru cel mai înalt magistrat, precum:
  - Regierender Bürgermeister (literalmente „burgmaistru guvernant”) în Berlinul de Vest și apoi în cel reunit, ca burgmaistru-guvernator a Berlinului,[1] în timp ce termenul Bürgermeister fără atribut se referă la adjuncții săi,[2] și șefii celor 12 cartiere ale Berlinului se numesc Bezirksbürgermeister.[3]
  - Erster Bürgermeister (literalmente Primul Burgmaistru) în Hamburg
  - Bürgermeister und Präsident des Senat („Burgmaistru și Președintele Senatului”) în Bremen
- Amtsbürgermeister, (traducere aproximativă: „burgmaistrul al Districtului”) titlu ce poate fi folosit pentru magistratul-șef al unui canton constitutiv elvețian, ca în Argovia 1815-1831 (apoi numit Landammann).

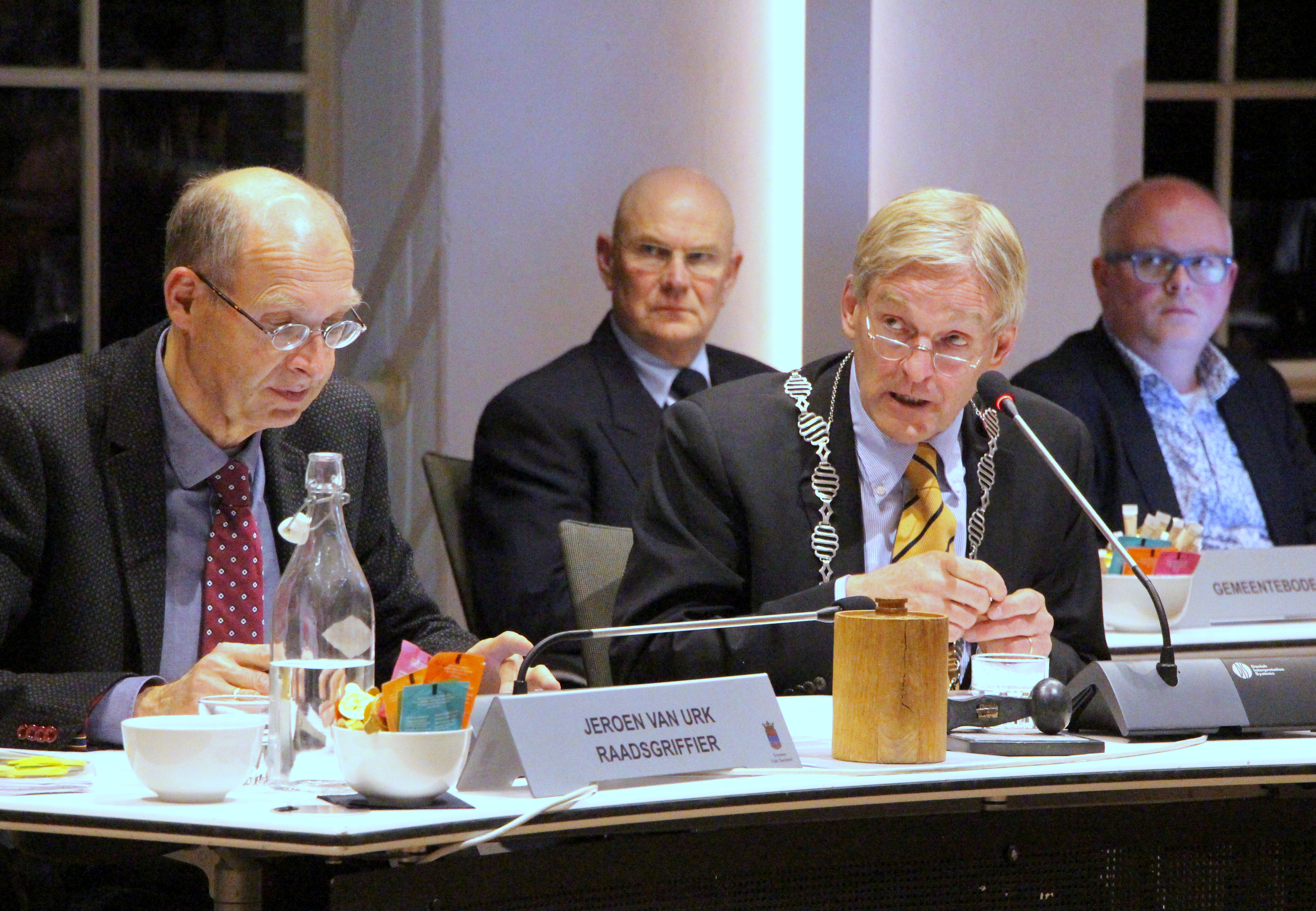
Sesiune a consiliului comunității în Oude IJsselstreek, Țările de Jos: primarul Steven de Vreeze (dreapta) este șeful consiliului.

### În Olanda și Belgia
- În Olanda și Belgia, primarul (în olandeză: burgemeester și în franceză: bourgmestre) este o funcție guvernamentală designată, a cărei responsabilitate principală este conducerea consiliilor executive și legislative ale unei municipalități.

În Olanda, primarii prezidă atât consiliul primarului și al adjuncților (College van burgemeester en wethouders), cât și consiliul municipal (Gemeenteraad). De asemenea, primarii au și un rol reprezentativ pentru guvernul municipal, atât pentru civilii săi, cât și pentru alte autorități la nivel local, regional și național.
Majoritatea primarilor sunt membri ai unui partid politic. Acesta deobicei este partidul majoritar în consiliul municipal, dar există multe excepții în acest sens. Cu toate acestea, primarii sunt așteptați să își exercite funcția într-un mod nepartizan.
Primarul este numit de guvernul național (Coroana) pentru un mandat reînnoibil de șase ani. În trecut, primarii orașelor mai importante erau deseori aleși după niște negocieri (în spatele ecranelor) între partidele naționale. Această procedură a fost criticată deoarece unii o considerau ca nedemocratică. La începutul anilor 2000, au fost discutate propuneri de schimbare în parlamentul național. Cu toate acestea, adversarii status quo-ului au fost împărțiți între două alternative: alegerea directă a primarului de către popor sau numirea de către consiliul municipal. O schimbare constituțională la alegerile directe a obținut majoritatea în ambele camere, dar nu a reușit să fie aprobat de votul final în Senat în martie 2005.
Între timp, deși legea a rămas aceeași, practica s-a schimbat. În zilele noastre, când apare un post vacant, un comitet special al consiliului municipal intervievează (în spatele ușilor închise) candidații, care sunt preselectați de guvernatorul provinciei (comisarul regelui). După sfatul comisiei, consiliul își exprimă preferințele ministrului de interne, care respectă aproape întotdeauna această recomandare.

### În Moldova
După anexarea Basarabiei de către Imperiul Rus, fiecare oraș reședință de ținut era administrat de către Dumele orășenești, care funcționau conform regulamentelor rusești și aveau în componența lor un burgmaistru, doi ratmani și un copist.

## Cuvântulburgmaistrutradus în alte limbi
- Bürgermeister în  limba germană: în Germania, Austria, Tirolul de Sud și, mai demult, în Elveția, unde titlul a fost desființat la mijlocul secolului al XIX-lea; Diferite titluri curente pentru birouri aproximativ echivalente includ Gemeindepräsident, Stadtpräsident, Gemeindeamtmann și Stadtamtmann.
  - Oberbürgermeister („Burgmaistrul suprem”) este cel mai obișnuit titlu de primar din orașele mari ale Germaniei (termenul nu este folosit în Austria). Prefixul Ober- (lit. superior) este folosit în multe sisteme de clasare pentru nivelele de înalte, inclusiv în rangurile militare.
- Borgmester în daneză
- Borgarstjóri în islandeză și faroeză
- Borgermester în norvergiană (Bokmål)
- Börgermester în germana de jos
- Purkmistr în cehă
- Burgemeester in olandeză
- Bourgmestre (în franceză) în Belgia, Luxemburg și Republica Democrată Congo
- Bürgermeister în estonă
- Burmistras în lituaniană, derivat din germană
- Buergermeeschter în luxemburgheză
- Polgármester în maghiară, derivat din germană
- Burmistrz în poloneză,  titlu de primar, derivat din germană. Cuvântul Oberbürgermeister ('Burgmaistru Suprem') este deobicei tradus cu Nadburmistrz. Terminologia derivată din germană reflectă prezența coloniștilor germani în vremurile timpurii a multor orașe poloneze.
- Borgmästare, kommunalborgmästare în suedeză; în zilele noastre titlul nu mai este folosit în Suedia, cel mai similar cuvânt fiind kommunalråd (traductibil prin comisar municipal) sau borgarråd (doar în Stockholm).
- Boargemaster în frizona occidentală
- Pormestari în finlandeză